# Biedkowo
Biedkowo (deutsch Betkendorf) ist ein Ort in der polnischen Woiwodschaft Ermland-Masuren. Er gehört zur Stadt-und-Land-Gemeinde Frombork (Frauenburg) im Powiat Braniewski (Kreis Braunsberg).

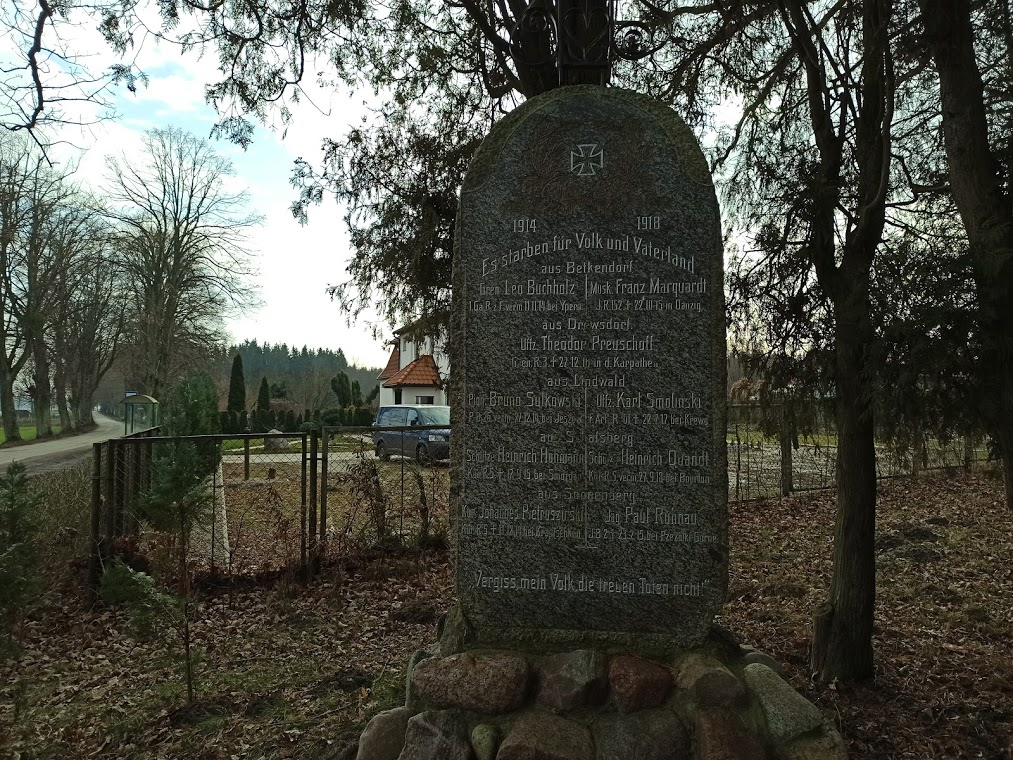
Betkendorfer Gefallenen-Ehrenmal 1914–1918 in Biedkowo

## Geographische Lage
Biedkowo liegt ostseitig der Baude (polnisch Bauda) im Nordwesten der Woiwodschaft Ermland-Masuren, acht Kilometer südwestlich der Kreisstadt Braniewo (Braunsberg).

## Geschichte

### Ortsgeschichte
Das einstige Betkendorf (bis vor 1912 Bethkendorf) zählt zu den ältesten Dörfern in der Region. Es gehörte zum Domkapitel Ermland, das in Person des Heinrich von Sonnenberg, Propst von Breslau besaß und einige Preußen beauftragte, Dörfer zu gründen, die als Betkendorf, Sonnenberg (polnisch Bogdany) und Drewsdorf (Drewnowo) dann auch entstanden. Für alle drei erließ er ein Ortsprivileg nach Kulmer Recht.
Als 1874 der Amtsbezirk Sonnenberg im ostpreußischen Kreis Braunsberg, Regierungsbezirk  Königsberg, errichtet wurde, gehörte die Landgemeinde Betkendorf zu dessen Gründungsdörfern. Im Jahre 1910 zählte das Dorf 129 Einwohner.
Am 30. September 1928 vergrößerte sich die Gemeinde Betkendorf um den Gutsbezirk Sonnenberg (Bogdany), der eingemeindet wurde. In Konsequenz daraus wurde der Amtsbezirk Sonnenberg am 5. November 1928 in „Amtsbezirk Betkendorf“ umbenannt.
Die Einwohnerzahlen von Betkendorf beliefen sich im Jahre 1933 auf 199 und im Jahre 1939 auf 216.
Im Jahre 1945 wurde in Kriegsfolge das gesamte südliche Ostpreußen an Polen abgetreten. In diesem Zusammenhang erhielt Betkendorf die polnische Namensform „Biedkowo“ und ist heute eine Ortschaft im Verbund der Gmina Frombork (Stadt-und-Land-Gemeinde Frauenburg) im Powiat Braniewski (Kreis Braunsberg), von 1975 bis 1998 der Woiwodschaft Elbląg, seither der Woiwodschaft Ermland-Masuren zugehörig.
Im Jahre 1969 wurde in Biedkowo das erste „Zentrum für soziale Anpassung“ (polnisch Ośrodek przystosowania społecznego – OPS) in Polen gegründet. Hier wurden rückfällige Straftäter nach Verbüßung ihrer Haftstrafe für etwa zwei bis fünf Jahre untergebracht. Das Zentrum bestand bis 1990. Etwa 1.750 männliche Personen verbüßten hier ihre Strafe.
Am 1. Januar 2011 wurde der Ortsteil Biedkowos, auf dem das Zentrum stand, als Biedkowo-Osada innerhalb der Gmina Frombork verselbständigt.
Im Jahre 2021 zählte das Dorf Biedkowo 259 Einwohner.

### Amtsbezirk Betkendorf (1928–1945)
Der Amtsbezirk Betkendorf übernahm vom Amtsbezirk Sonnenberg vier Orte:
| Deutscher Name | Polnischer Name |
| -------------- | --------------- |
| Betkendorf     | Biedkowo        |
| Drewsdorf      | Drewnowo        |
| Kreutzdorf     | Krzyżewo        |
| Schafsberg     | Baranówka       |

## Religion
Biedkowo ist heute wie Betkendorf vor 1945 in die römisch-katholische Pfarrei in Frombork (Frauenburg) eingegliedert. Sie gehört jetzt zum Dekanat Braniewo (Braunsberg) im Erzbistum Ermland.
Bis 1945 gehörte Betkendorf auch zur evangelischen Kirche Frauenburg in der damaligen Kirchenprovinz Ostpreußen der Kirche der Altpreußischen Union. Jetzt ist Biedkowo der Evangelisch-Augsburgischen Kirche in Polen zugeordnet.

## Waldkreuz von Biedkowo
Im Wald bei Biedkowo befindet sich ein Kreuz auf einem gemauerten Sockel. Es trägt die Jahreszahl „1872“. Sonst ist nichts weiter bekannt. Es gibt Vermutungen in zweierlei Richtungen: wohl hat in Betkendorf einst eine Kirche gestanden, so dass das Kreuz mit ihr in irgendeiner Beziehung steht, vielleicht aber erinnert die Jahreszahl an den Deutsch-Französischen Krieg 1870/71, wobei sich hier ein Mensch (Soldat?) bei Gott für sein Überleben bedankt.

## Verkehr
Biedkowo liegt an einer Nebenstraße, die bei Frombork (Frauenburg) von der Woiwodschaftsstraße 505 abzweigt und über Bogdany (Sonnenberg) bis nach Lipówka (Lindwald) und weiter zur Landesstraße 54 verläuft. Eine aus Süden von Drewnowo (Drewsdorf) kommende Straße endet in Biedkowo.